# Genech

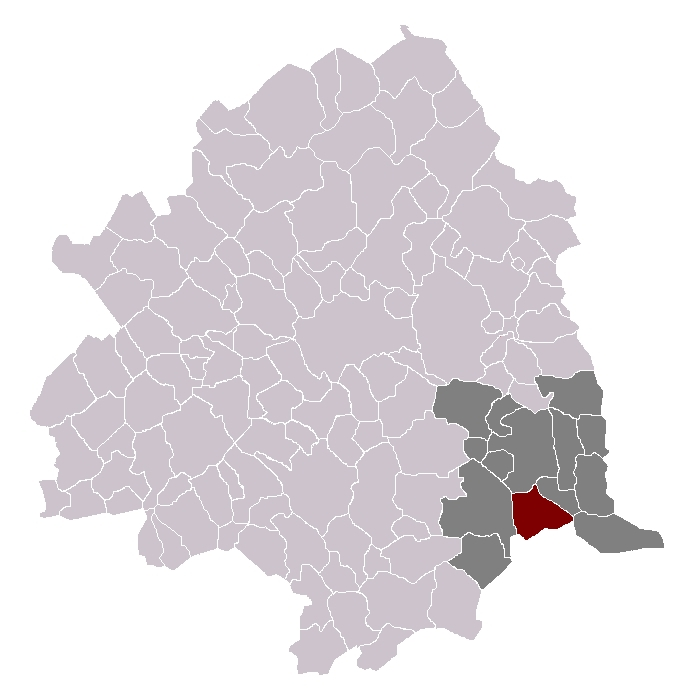
Ubicació de Genech dins del cantó i el districte

Genech és un municipi francès, situat a la regió dels Alts de França, al departament del Nord. L'any 2006 tenia 2.587 habitants. Limita al nord amb Cysoing, al nord-est amb Cobrieux, a l'est amb Mouchin, al sud amb Nomain i a l'oest amb Templeuve-en-Pévèle.

## Demografia
| 1962                                       | 1968  | 1975  | 1982  | 1990  | 1999  | 2006  |
| ------------------------------------------ | ----- | ----- | ----- | ----- | ----- | ----- |
| 1.008                                      | 1.089 | 1.187 | 1.372 | 1.642 | 2.050 | 2.587 |
| Des de 1962: població sense dobles comptes |       |       |       |       |       |       |

## Administració
| Període   | Identitat          | Partit |
| --------- | ------------------ | ------ |
| 2001-2008 | Gérard Boutteville |        |
| 2008-     | Yves Olivier       |        |